# 玛格丽特·米切尔故居
玛格丽特·米切尔故居（Margaret Mitchell House）位于美国乔治亚州亚特兰大中城桃树街990号。该建筑是作家玛格丽特·米切尔的故居。该建筑原为一座独户住宅，由Cornelius J. Sheehan建于1899年，位于当时时尚的住宅区桃树街。该建筑的原始地址是桃树街806号，1919年改建为新月公寓（Crescent Apartments）。1925年至1932年，米切尔和她的丈夫结婚后住在该建筑的底楼，在这期间，米切尔写了普利策小说奖获奖小说《飘》的大部分。
这个房子现在包含一个访客中心，博物馆的一部分完全用于制作基于这本书的《1939年电影》。
该建筑已列入国家史迹名录，也是亚特兰大市指定保护的历史建筑。

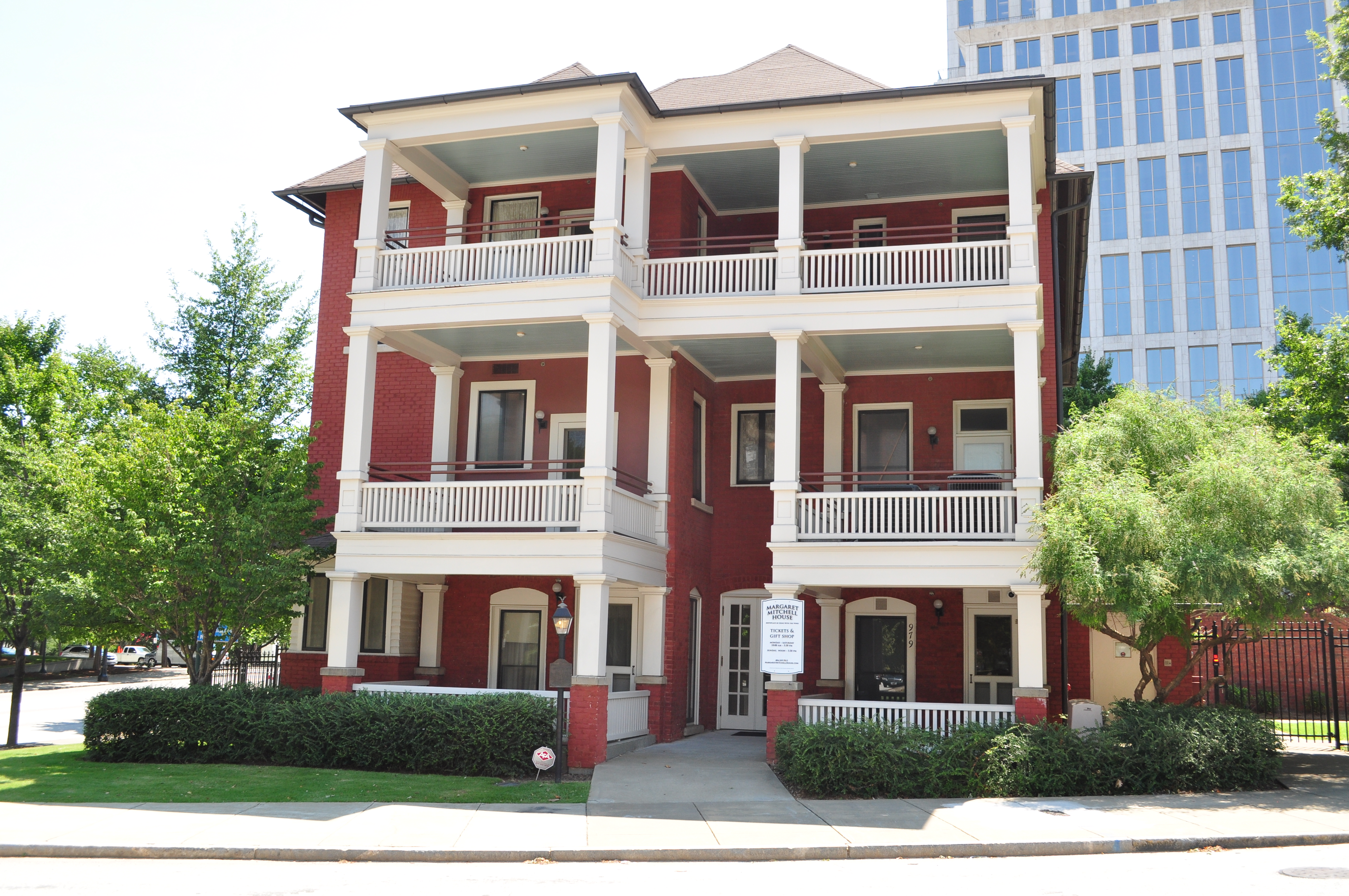